# Xian de Lanxi
Pour les articles homonymes, voir Lanxi (homonymie).
Le xian de Lanxi (兰西县 ; pinyin : Lánxī Xiàn) est un district administratif de la province du Heilongjiang en Chine. Il est placé sous la juridiction de la ville-préfecture de Suihua.

## Démographie
La population du district était de 466 725 habitants en 1999.